# Elizabeth Avellán
Elizabeth Avellán (Caracas, 8 de noviembre de 1960) es una productora de cine venezolana con nacionalidad estadounidense.

## Biografía

### Inicios
Nacida en Caracas (Venezuela), ella y su familia se trasladaron a Houston (Texas), cuando era adolescente, y estudió en la Universidad Rice, donde tuvo sus primeras experiencias detrás de escena al trabajar en varias producciones estudiantiles.

### Carrera
Avellán es actualmente vicepresidenta de Troublemaker Studios (creada inicialmente como Los Hooligans Productions), la productora que ella y su entonces marido, Robert Rodriguez, fundaron en 2000. Empezaron trabajando juntos en 1991 en la producción de El mariachi (1992). Desde entonces, Avellán ha coproducido las películas de Rodríguez, tales como Desperado (1995), From Dusk Till Dawn (1996), The Faculty (1998), Spy Kids (2001) y Planet Terror (2007).
Avellán también ha colaborado con su país natal produciendo películas como Secuestro Express (2005) y ayudando a otras más.
También fue productora ejecutiva de In and Out of Focus, un documental sobre cómo compaginar la maternidad y una carrera en el negocio del cine.

### Vida personal
Se casó con el director Robert Rodriguez en 1990, y han tenido cinco hijos juntos: Rocket Valentín, Racer Maximilliano, Rebel Antonio, Rogue Joaquín y Rhiannon Elizabeth. Ella tiene también un hijo de un matrimonio anterior, Aarón, que es cineasta y actor. En abril de 2006, Avellán y Rodríguez anunciaron su intención de separarse tras dieciséis años de matrimonio y finalmente se divorciaron.